# Festo (bedrijf)
Festo is een internationaal opererende Duitse onderneming op het gebied van automatiserings- en sturingstechniek met de hoofdzetel in Esslingen am Neckar. Dochteronderneming Festo Didactic, gevestigd in Denkendorf, verzorgt industriële opleidingen.

## Geschiedenis
In 1925 werd de onderneming Festo opgericht in Esslingen door Gottlieb Stoll. De naam Festo is afgeleid uit de namen van de 2 oprichters namelijk Albert Fezer en Gottlieb Stoll, waarvan de eerstgenoemde al in het jaar 1929 de onderneming verliet. Festo spitste zich een eerste decennia toe op het produceren van houtbewerkingmachines zoals boor-, frees-, en schaafmachines. Deze machines behoren niet meer tot de bedrijfsactiviteiten van de ondernemingsgroep sinds 1 januari 2000.
Ze worden sindsdien verhandeld door de firma’s Festool en Protool die behoren tot de groep TTS tooltechnic Systems AG & Co. KG.

### Festo Didactic
In 1965 werd een bedrijfsactiviteit voor industriële opleidingen opgericht, 'Didactic'. Deze naam veranderde in 1979 in 'Festo Didactic. Men ging samenwerken met het Nationaal Instituut voor Beroepsopleiding BiBB in Berlijn. Samen ontwikkelden ze een leerplan voor beroepsopleidingen in Duitsland. Vanaf 1988 werden er consultingdiensten aangeboden waarbij het zwaartepunt steeds op Total Productive Maintenance (TPM) en Lean manufacturing ligt. Festo Didactic biedt in meer dan 70 landen opleidingen aan.

## Kengetallen
De ondernemingsgroep Festo had eind 2007 wereldwijd 12.800 werknemers en bereikte in 2007 een omzetcijfer van 1,65 miljard euro. Wereldwijd heeft Festo 56 autonome firma’s en 250 filialen. De directieraad wordt voorgezeten door Eberhard Veit.

## Ondernemingsgroep
- Festo AG & Co. KG
- Festo Didactic GmbH & Co. KG
- Festo leercentrum in Saar GmbH
- Beck IPC GmbH
- Festo Microtechnologie AG (Zwitserland)

## Festo België
Festo Belgium is opgericht in 1964 met Brussel als uitvalsbasis. Van hieruit wordt zowel de Belgische als de Luxemburgse markt bediend. Festo Belgium genereerde in 2008 een omzet van ± 29 miljoen euro.

## Festo Nederland
Festo Nederland is opgericht in 1967 te Delft.